# Joseph Fels Ritt
Joseph Fels Ritt   (Nova York, 23 d'agost de 1893 - Nova York, 5 de gener de 1951) va ser un matemàtic nord-americà.

## Vida i Obra
Després de fer els estudis secundaris al City College de Nova York, va obtenir un lloc de treball al Observatori Naval dels Estats Units a Washington DC amb un salari que li permetia ajudar econòmicament la seva família. Mentre era a la capital, va estudiar matemàtiques a la universitat George Washington en la qual es va graduar el 1913. Com que es va sentir fortament atret per la matemàtica, va aprofitar les vacances per estudiar a la Universitat de Colúmbia (Nova York) i, amb el suport d'Edward Kasner, va obtenir el doctorat el 1917.
Després de treballar dos anys per l'Ordnance Department (1918-1919) durant la Primera Guerra Mundial, va passar a ser professor de la Universitat de Colúmbia en la qual va fer la resta de la seva vida acadèmica. Va morir sobtadament al començar l'any 1951.
Ritt és considerat el fundador de l'àlgebra diferencial, ja que durant el primer terç del segle xx va dotar de rigor la teoria clàssica de les equacions diferencials algebraiques, tornant a l'estudi de les funcions elementals que ja havien sigut l'objecte d'estudi de Joseph Liouville un centenar d'anys abans. Els seus deixebles Ellis Kolchin i Irving Kaplansky van ser els continuadors de la seva tasca. Al llarg de la seva vida va publicar quatre llibres i més de seixanta articles científics.